# Hortense Diédhiou
Pour les articles homonymes, voir Dhiédhiou.
Hortance Diédhiou (ou Hortance Diédhiou,), est une judokate sénégalaise née le 19 août 1983 à Ziguinchor.
Elle détient une douzaine de médailles continentales, dont 3 titres de championne d'Afrique. Elle est le porte-drapeau du Sénégal aux Jeux de Londres.

## Palmarès
| Année | Compétition                           | Lieu           | Résultat | Catégorie |
| ----- | ------------------------------------- | -------------- | -------- | --------- |
| 2002  | Championnats d'Afrique                | Le Caire       | 1er      | - 52 kg   |
| 2005  | Championnats d'Afrique                | Port Elizabeth | 3e       | - 52 kg   |
| 2006  | Championnats d'Afrique                | Port Louis     | 3e       | - 52 kg   |
| 2007  | Championnats d'Afrique/Jeux africains | Alger          | 1er      | - 52 kg   |
| 2008  | Championnats d'Afrique                | Agadir         | 3e       | - 52 kg   |
| 2010  | Championnats d'Afrique                | Yaoundé        | 3e       | - 57 kg   |
| 2011  | Championnats d'Afrique                | Dakar          | 1er      | - 57 kg   |
| 2011  | Jeux Africains                        | Maputo         | 2e       | - 57 kg   |
| 2012  | Championnats d'Afrique                | Agadir         | 2e       | - 57 kg   |
| 2013  | Championnats d'Afrique                | Maputo         | 3e       | - 57 kg   |
| 2015  | Championnats d'Afrique                | Libreville     | 3e       | - 57 kg   |
| 2015  | Jeux Africains                        | Brazzaville    | 3e       | - 57 kg   |